# Sistem geometriziranih enot
Sistem geometriziranih enot tudi geometrijski sistem enot je sistem enot, ki ga prištevamo k naravnim enotam. Geometriziran sistem enot je določen tako, da lahko vse fizikalne količine določimo z geometrijskimi količinami kot so površina, dolžina, brezrazsežnostna števila in odseki krivulj. Sistem je definiran na osnovi dveh fizikalnih konstant, ki ju normaliziramo tako, da imajo vrednost enako 1.
Ti konstanti sta:
- hitrost svetlobe (oznaka {\displaystyle c\,})
- gravitacijska konstanta {\displaystyle G\,}

## Lastnosti
Časovni interval je v geometriziranem sistemu enot določen z enoto za dolžino (meter). To je z razdaljo, ki jo svetloba naredi v tem časovnem intervalu. Najbolj pogosto uporabljena enota za dolžino je svetlobna sekunda, ki je enaka poti, ki jo opravi svetloba v 1 sekundi (podobno je določeno tudi svetlobno leto, ki je tudi enota za razdaljo). Svetlobna sekunda se uporablja v posebni in splošni teoriji relativnosti. To je v skladu s posebno teorijo ralativnosti, ki obravnava razdaljo in čas na enak način.
Geometrizirani sistem enot ni popolnoma enolično določen. Kot normalizirano vrednost (enako 1) lahko dodatno uporabimo tudi:
- Boltzmannovo konstanto {\displaystyle B_{k}\,}
- Coulombovo konstanto {\displaystyle 1/4\pi \epsilon _{0}\,}

V geometriziranem sistemu enot postane veliko obrazcev za fizikalne količine enostavnejših, ker odpadejo konstante. Značilen primer poenostavitve je Schwarzschildov polmer, ki z uporabo geometriziranega sistema enot dobi enostavnješo obliko
{\displaystyle 2\cdot m\,}
kjer je 
{\displaystyle m\,} masa črne luknje.
Če postavimo tudi reducirano Planckovo konstanto enako 1 ({\displaystyle h/2\pi \,}, oznaka {\displaystyle \hbar }), dobimo Planckov sistem enot.

## Pretvarjanje v enote sistema SI
Pretvarjanje iz geometriziranega sistema enot v sistem SI se izvaja z množenjem z določenim množiteljem. Običajno so rezultati meritev podani v sistemu eno SI. Zaradi tega je pogosto potrebno pretvarjanje iz enega sistema enot v drugega.
Primer: Če hočemo pretvoriti maso, ki se v sistemu SI izraža v kilogramih, v maso, ki se v geometriziranem sistemu enot izraža v metrih, moramo vrednost v sistemu SI pomnožiti s faktorjem {\displaystyle G/c^{2}\,}. Primer: Sonce ima maso okoli 2,0 x 1030 kg, to pa je v enotah sistema SI približno 1,5 km (faktor za pretvarjanje je 7,43 x 10-28). Podobno pretvarjamo tudi ostale enote.
V nekaterih primerih pa pretvorba ni možna, ker v geometriziranem sistemu enot postane enota za fizikalno količino brezrazsežna količina. Takšen primer je amper, ki je enak C/s. Obe količini (coulomb in sekunda) imata razsežnost dolžine) in tako dobimo brezrazsežno fizikalno količino. Podobno je s kandelo (1/683 W/sr), ki je razmerje med dvema brezrazsežnima količinama (vat in steradian).
V nadaljevanju so podani množitelji (faktorji) s pomočjo katerih pretvarjamo fizikalne količine iz sistema SI v geometrizirani sistem enot. Pretvorba poteka tako, da vrednost količine, ki je izražena v sistemu enot SI, pomnožimo z odgovarjajočim množiteljem iz ene izmed spodnjih tabel.
Konstante, ki so uporabljene, imajo naslednje vrednosti:
| konstanta               | oznaka                          | vrednost                                             |
| ----------------------- | ------------------------------- | ---------------------------------------------------- |
| hitrost svetlobe        | {\displaystyle c\,}             | {\displaystyle 2,997939\cdot 10^{8}\,} m/ s          |
| gravitacijska konstanta | {\displaystyle G\,}             | {\displaystyle 6,67428\cdot 10^{-11}\,} m 3kg -1 s-2 |
| Boltzmannova konstanta  | {\displaystyle k_{B}\,}         | {\displaystyle 1,3806504\cdot 10^{-23}\,} J K-1      |
| influenčna konstanta    | {\displaystyle \epsilon _{0}\,} | {\displaystyle 8,854187817\cdot 10^{-12}\,} AsV-1m-1 |

S tem dobimo za množitelje:
| oznaka                         | vrednost                                    |
| ------------------------------ | ------------------------------------------- |
| {\displaystyle c\,}            | {\displaystyle 2,997939\cdot 10^{8}\,} m/s  |
| {\displaystyle G/c^{2}\,}      | {\displaystyle 7,43\cdot 10^{-28}\,} m/kg   |
| {\displaystyle G/c^{4}\,}      | {\displaystyle 0,826\cdot 10^{-44}\,} m N-1 |
| {\displaystyle Gk_{B}/c^{4}\,} | {\displaystyle 1,140\cdot 10^{-67}\,} mK-1  |

Pri pretvarjanju enot iz sistema SI v geometrizirane enote uporabimo naslednje množitelje (faktorje):

### Pretvarjanje kg, s, C, K v metre
Pri pretvarjanju geometriziranih enot v metre, uporabimo naslednje množitelje:
| iz enote | v enoto | množitelj        | razsežnost množitelja |
| -------- | ------- | ---------------- | --------------------- |
| kilogram | meter   | G/c2             | m/kg                  |
| sekunda  | meter   | c                | m/s                   |
| coulomb  | meter   | (G/(4πε0))1/2/c2 | m/C                   |
| kelvin   | meter   | GkB/c4           | m/K                   |

### Pretvarjanje m, s, C, K v kilograme
Pri pretvarjanju geometriziranih enot v kilograme, uporabimo naslednje množitelje:
| iz enote | v enoto  | množitelj     | razsežnost množitelja |
| -------- | -------- | ------------- | --------------------- |
| meter    | kilogram | c2/G          | kg/m                  |
| sekunda  | kilogram | c3/G          | kg/s                  |
| coulomb  | kilogram | 1/(G 4πε0)1/2 | kg/C                  |
| kelvin   | kilogram | kB/c2         | kg/K                  |

### Pretvarjanje m, kg, C, K v sekunde
Pri pretvarjanju geometriziranih enot v sekunde, uporabimo naslednje množitelje:
| iz enote | v enoto | množitelj        | razsežnost množitelja |
| -------- | ------- | ---------------- | --------------------- |
| meter    | sekunda | 1/c              | s/m                   |
| kilogram | sekunda | G/c3             | s/kg                  |
| coulomb  | sekunda | (G/(4πε0))1/2/c3 | s/C                   |
| kelvin   | sekunda | GkB/c5           | s/K                   |

### Pretvarjanje m, kg, s, K v coulombe
Pri pretvarjanju geometriziranih enot v coulombe, uporabimo naslednje množitelje:
| iz enote | v enoto | množitelj        | razsežnost množitelja |
| -------- | ------- | ---------------- | --------------------- |
| meter    | coulomb | c2/(G/(4πε0))1/2 | C/m                   |
| kilogram | coulomb | (G 4πε0)1/2      | C/kg                  |
| sekunda  | coulomb | c3/(G/(4πε0))1/2 | C/s                   |
| kelvin   | coulomb | kB(G 4πε0)1/2/c2 | C/K                   |

### Pretvarjanje m, kg, s, C v kelvine
Pri pretvarjanju geometriziranih enot v kelvine, uporabimo naslednje množitelje:
| iz enote | v enoto | množitelj          | razsežnost množitelja |
| -------- | ------- | ------------------ | --------------------- |
| meter    | kelvin  | c4/(GkB)           | K/m                   |
| kilogram | kelvin  | c2/kB              | K/kg                  |
| sekunda  | kelvin  | c5/(GkB)           | K/s                   |
| coulomb  | kelvin  | c2/(kB(G 4πε0)1/2) | K/C                   |

## Pretvorba nekaterih fizikalnih količin
V naslednji preglednici so podane nekatere fizikalne količine in njihove razsežnosti v sistemu SI in v geometriziranem sistemu enot. Podan je tudi množitelj s katerim moramo množiti vrednost izraženo v sistemu enot SI, da dobimo vrednost v enotah iz geometriziranega sistema (primer: čas- časovni interval moramo množiti s hitrostjo svetlobe {\displaystyle c\,}, da dobimo njegovo vrednost v dolžinskih enotah).
| količina             | razsežnot v sistemu SI | razsežnost v geometrijskem sistemu | množitelj             |
| -------------------- | ---------------------- | ---------------------------------- | --------------------- |
| dolžina              | [L]                    | [L]                                | 1                     |
| čas                  | [T]                    | [L]                                | c                     |
| masa                 | [M]                    | [L]                                | G c -2                |
| hitrost              | [L T-1]                | 1                                  | c -1                  |
| kotna hitrost        | [T -1]                 | [L -1]                             | c -1                  |
| pospešek             | [L T-2]                | [L -1]                             | c -2                  |
| energija             | [M L2 T<sup -2]        | [L]                                | G c-4                 |
| energijska gostota   | [M L -1 T -2]          | [L -2]                             | G c-4                 |
| vrtilna količina     | [M L2 T-1]             | [L2]                               | G c-3                 |
| sila                 | [M L T -2]             | 1                                  | G c -4                |
| moč                  | [M L2 T -3]            | 1                                  | G c -5                |
| tlak                 | [M L -1 T -2]          | [L -2]                             | G c -4                |
| gostota              | [M L-3]                | [L -2]                             | G c -2                |
| električni naboj     | [I T]                  | [L]                                | G 1/2 c -2 (4πε0)-1/2 |
| električni potencial | [M L2 T -3 I -1]       | 1                                  | G 1/2 c -2 (4πε0)1/2  |
| električno polje     | [M L T -3 I -1]        | [L -1]                             | G1/2 c -2 (4πε0)1/2   |
| magnetno polje       | [M T -2 I -1]          | [L -1]                             | G 1/2 c -1 (4πε0)1/2  |
| potencial            | [M L T -2 I -1]        | 1                                  | G 1/2 c-1 (4πε0)1/2   |